# Buchhandlung

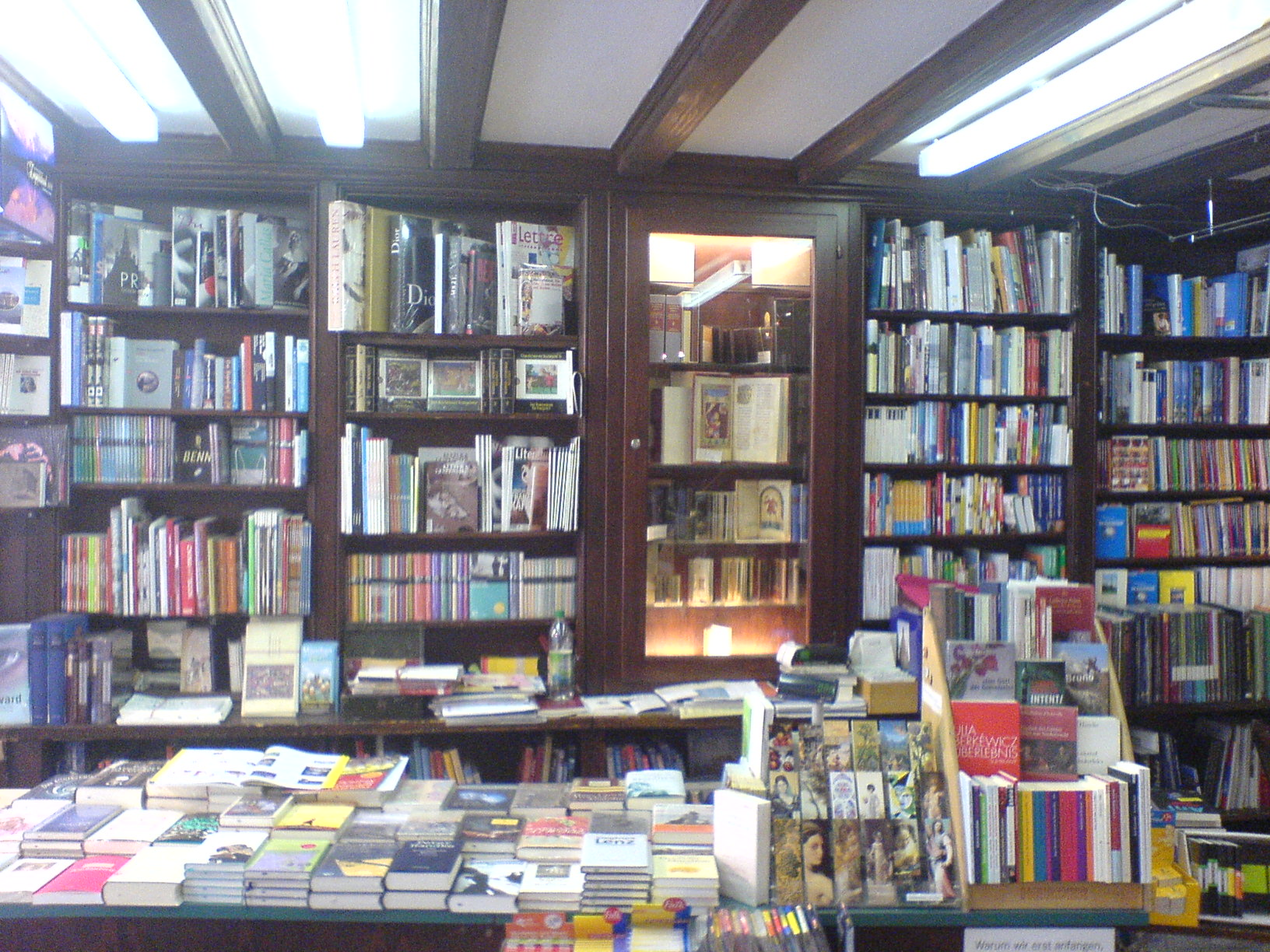
Kassentheke einer Buchhandlung in München

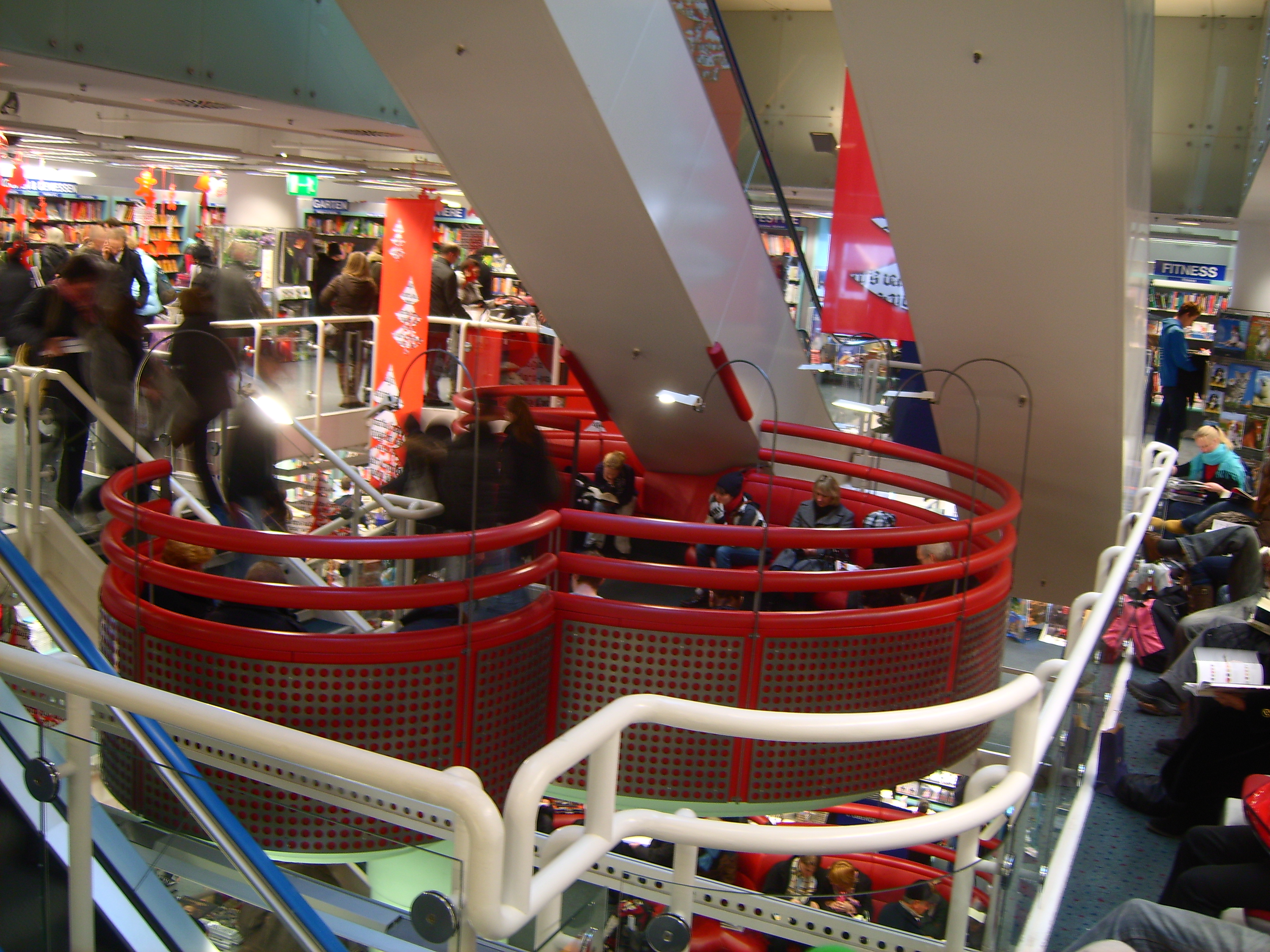
„Leseinseln“ der Buchhandlung Hugendubel (München) im Weihnachtsgeschäft

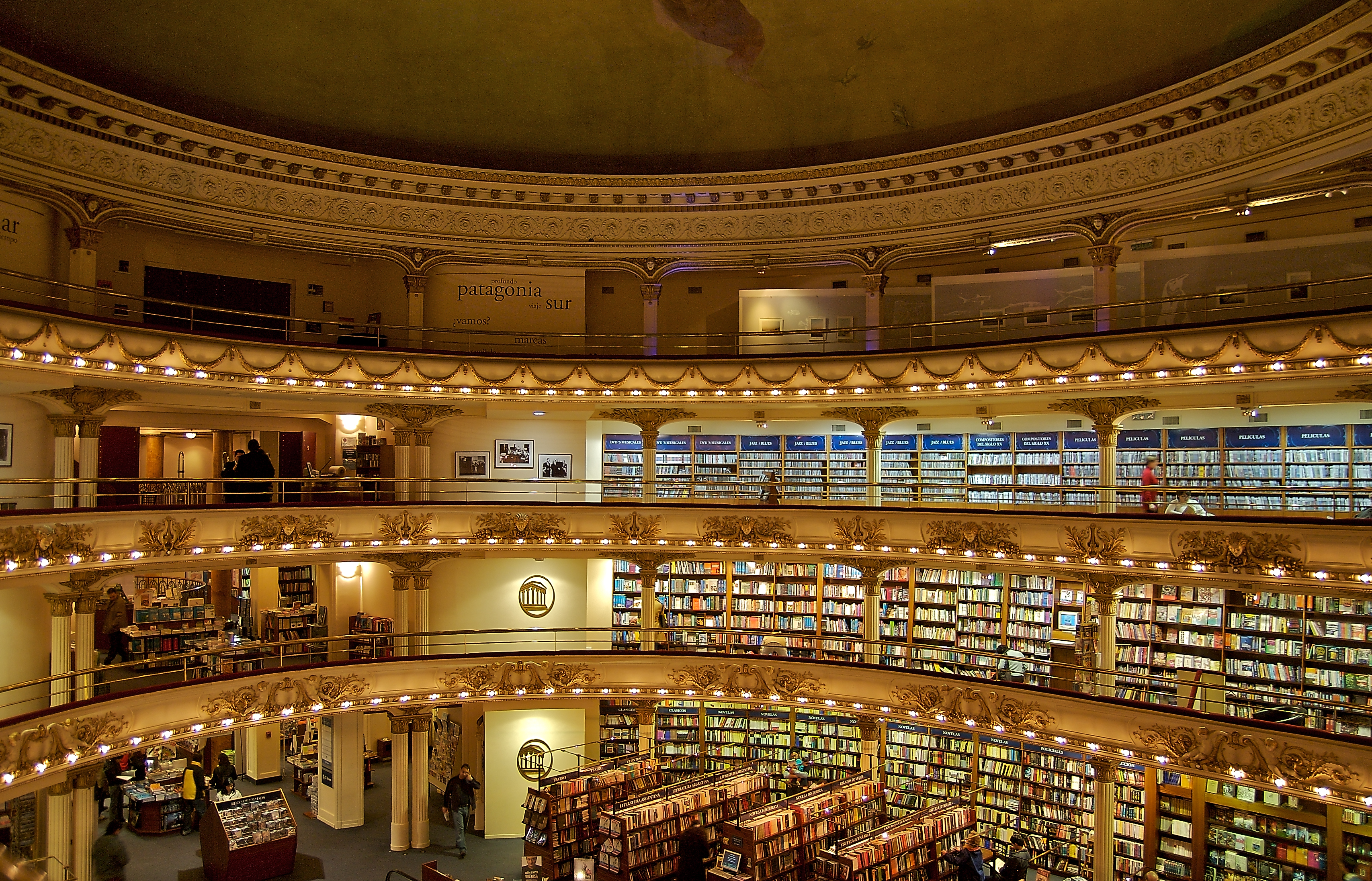
Buchhandlung in Buenos Aires, Argentinien

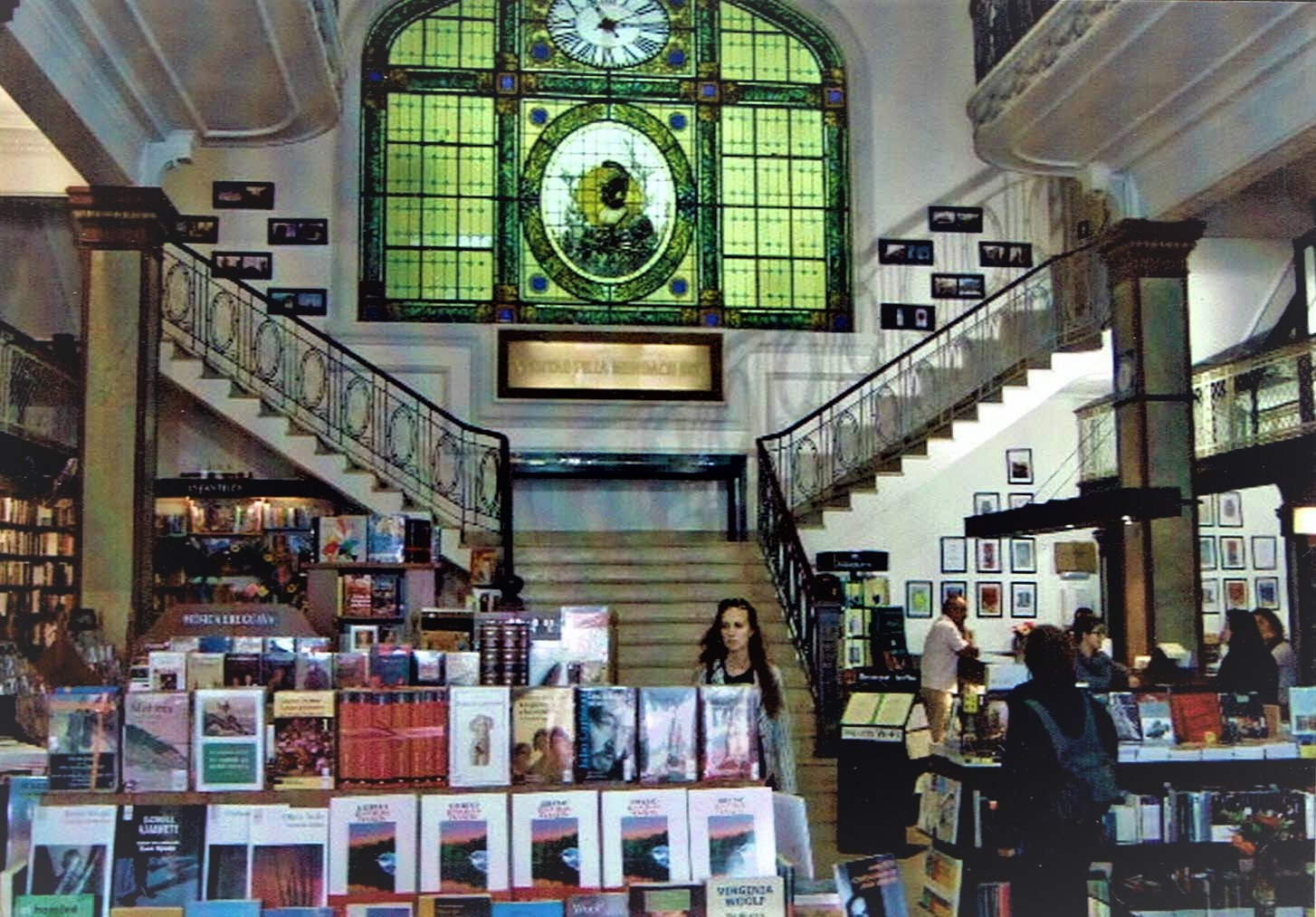
Buchhandlung in Montevideo, Uruguay

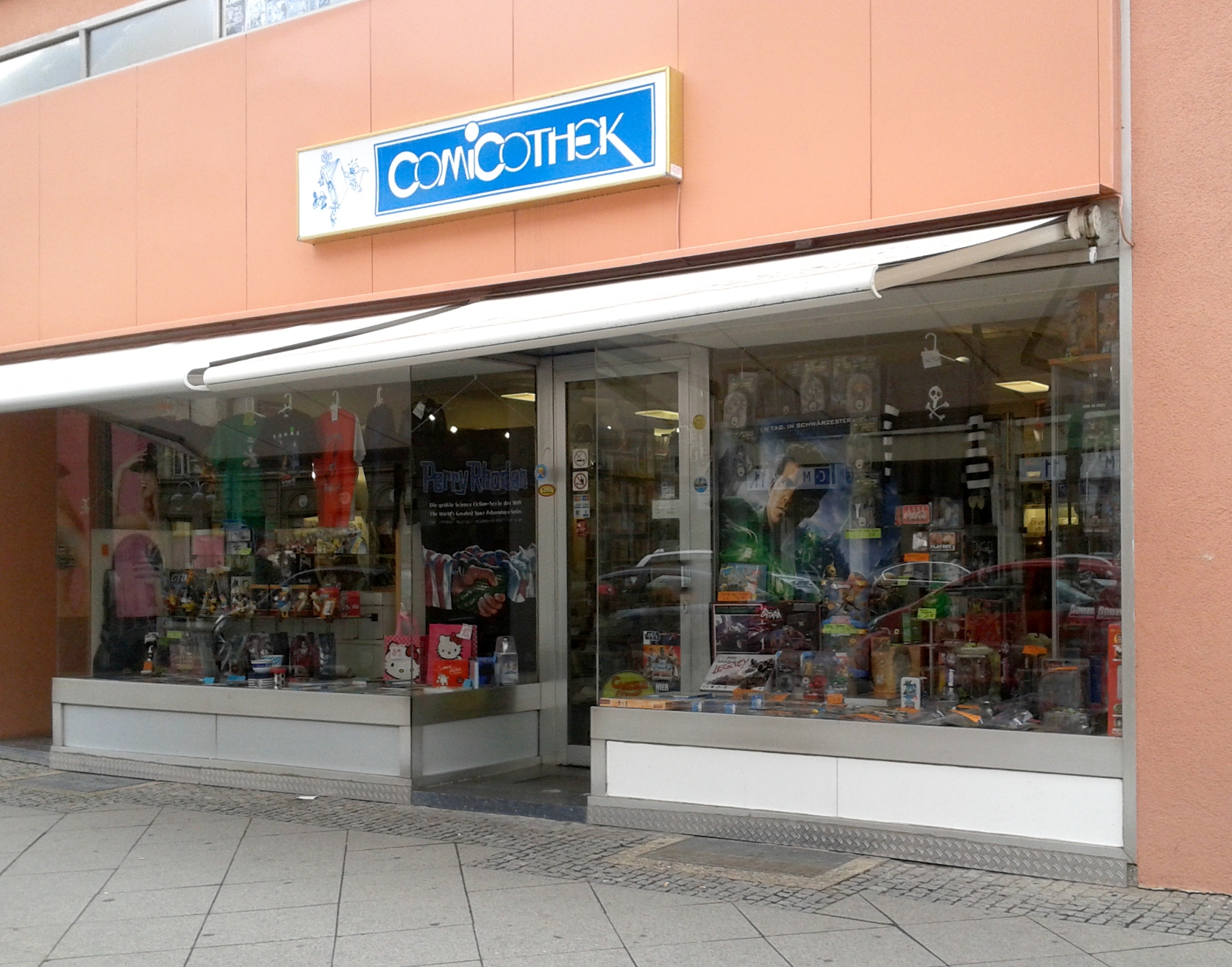
Ein Comicladen in Mannheim

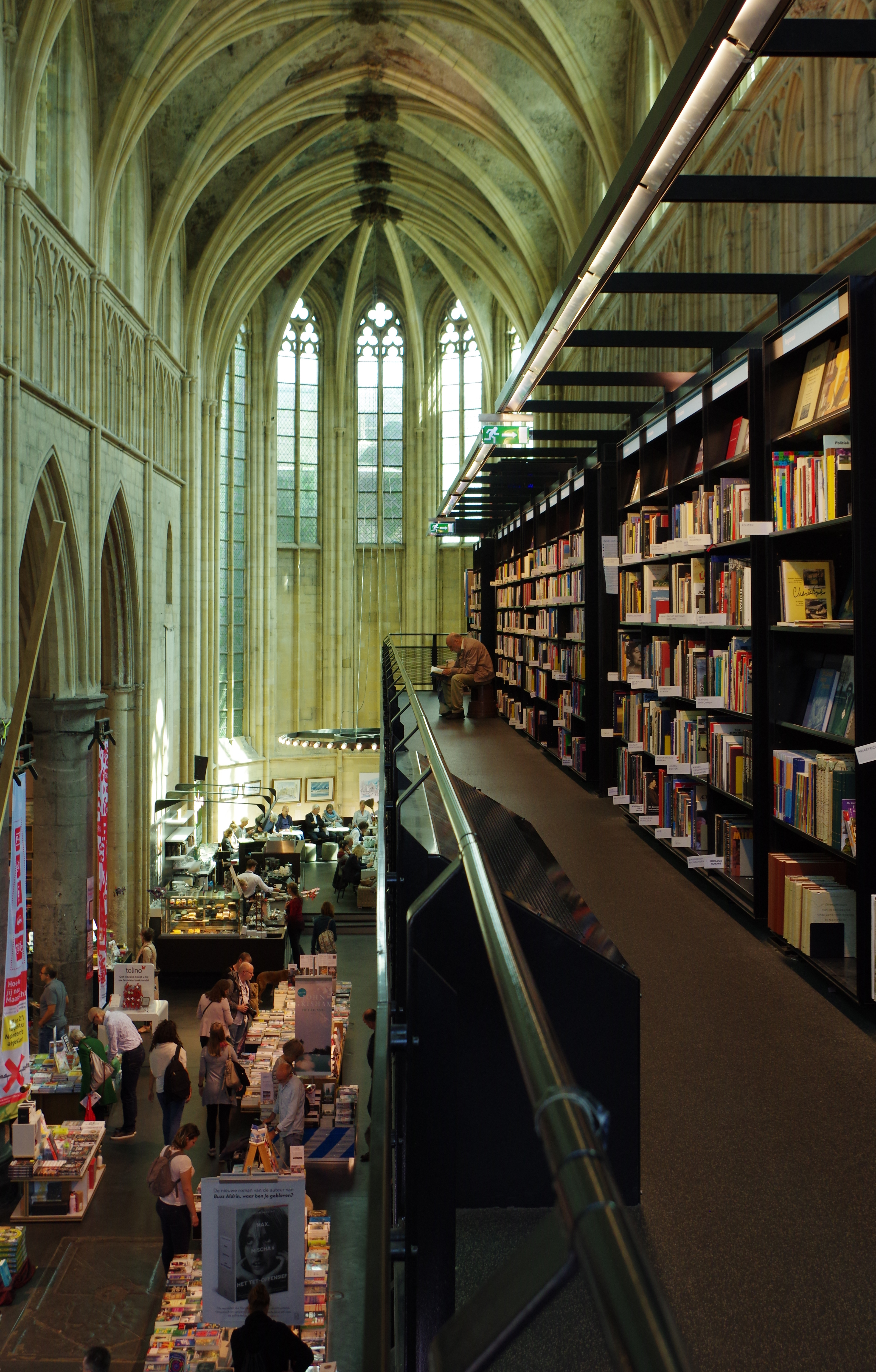
Buchhandlung in der früheren Dominikanerkirche in Maastricht, Niederlande

Die Buchhandlung ist die Einzelhandelsstufe zum Vertrieb von Verlagserzeugnissen an die Endverbraucher. In Deutschland gibt es etwa 6.000 Buchhandlungen mit etwa 120.000 Mitarbeitern und einem Umsatz von 10 Mrd. Euro (2000).

## Arten
Die meistverbreitete Art des stationären Buchhandels ist die nicht auf einzelne Gebiete spezialisierte Sortimentsbuchhandlung. Sie bietet ihren Kunden ein breites Angebot, quantitativ bzw. qualitativ sortiert nach den Vorgaben des Inhabers (und stets des Marktes).
Die Fachbuchhandlung wendet sich an ein fachlich orientiertes Publikum (z. B. Juristen, Mediziner, Architekten, Steuerberater, Theologen etc.) und führt ein spezialisiertes Sortiment. Sie stellt kompetent spezialisierte Dienstleistung für ihre Kunden mit Spezialinteressen zur Verfügung.
Eine Universitätsbuchhandlung stimmt ihr Angebot auf die Lehrpläne der örtlichen Hochschule ab und verlegte früher oft auch Publikationen in Zusammenarbeit mit der Universität und ihren Instituten und Einrichtungen. Sie ist meistens eine Mischform aus Fach- und allgemeinem Sortiment.
Kinder- und Jugendbuchhandlungen sind Spezialsortimente, die eine große und kritische Auswahl an Literatur bieten, in der sich der Alltag und die Probleme von Familien, Kindern und Jugendlichen sowohl in belletristischer wie auch in ratgebender Form spiegeln. Eltern, Pädagogen, Erzieher und Sozialarbeiter finden hier oft auch Sekundärliteratur und kompetente Ansprechpartner.
Die Bahnhofsbuchhandlung stellt Literatur für Bahnfahrten, Reiseführer und zumeist auch Zeitschriften zur Verfügung.
In Comicläden findet der Kunde häufig nicht nur ein breites Angebot zu Comics und Trickfilmen, sondern auch zu Fantasy und Science-Fiction. Oft werden neben der Primär- und Sekundärliteratur auch Fanartikel verkauft.
Theologische und religiöse Buchhandlungen bieten oft konfessionsübergreifende Literatur für ihre speziell interessierten Kunden. Hierzu zählen nicht nur die Kirchengemeinde und der Bibelkreis, sondern ebenfalls alle anderen sozial engagierten Menschen – auch ohne Bezug zur Kirche.
Der Antiquariatsbuchhandel verkauft gebrauchte Bücher und kauft sie an. Ein Antiquariat ist oft hoch spezialisiert (Schifffahrt, Kochen, Heraldik, Zeitungen etc.) und hat eine hohe Kundenbindung.
Zu den Nationalitätenbuchhandlungen zählt die türkische Türk Kitabevi in Frankfurt am Main.
Seit den 1970ern beteiligen sich zahlreiche Schriftsteller auch als Gesellschafter an genossenschaftlich organisierten Autorenbuchhandlungen, die den Schwerpunkt auf „Literatur als Kunst“ und ambitionierte Weltliteratur legen. Zudem entstanden in jenen Jahren vornehmlich in den westdeutschen Großstädten, wo die entsprechende Klientel vorhanden war, weitere Ausdifferenzierungen und Spartenläden wie linke Buchläden, Frauenbuchläden, esoterische Buchläden u. a.
Eine relativ neue Erscheinung sind Buchkaufhäuser, die ihren Kunden alles „unter einem Dach“ anbieten wollen.
Krimi-Buchläden führen in ihrem Sortiment praktisch ausschließlich Kriminalromane. Parallel zum Aufbau dieser Krimi-Buchläden haben viele der großen Verlage ihre teilweise klassischen Krimireihen eingestellt (Rowohlt, Ullstein). Krimis laufen seitdem unter dem Oberbegriff Roman. Die Marktstrategen der Verlage wollen damit auch Leser erreichen, die sonst keinen Krimi kaufen würden. Umgekehrt wird es für Krimi-Kunden schwieriger, ihr Genre im Angebot auf Büchertischen in Buchhandlungen aufzufinden. In einem Krimi-Buchladen kann ein Fan davon ausgehen, dass erstens das Sortiment größer ist, meist mit englischsprachigen Titeln. Zweitens sind keine anderen Romane untergemischt. Mittlerweile gibt es ein knappes Dutzend Krimi-Buchläden in Deutschland.

## Vertrieb

### Buchverkaufsstellen
Zu den so genannten Buchverkaufsstellen zählen Warenhaus, Supermarkt, Tankstelle und Zeitschriftenhandel/Kiosk.
Zum Teil bieten auch Fachhändler ihren Kunden zu speziellen Warengruppen die passende Literatur an, zum Beispiel Tierbücher im Zoofachhandel, Gesundheitsratgeber in der Apotheke oder Reiseführer in der Touristeninformation. Vorreiter für diese Entwicklung sind die USA.

### Internet
Eine wichtige Gruppe der Buchhandlungen sind die Versandbuchhandlungen. Es gibt kaum ein Thema oder Fachgebiet, dem sich nicht mindestens eine Versandbuchhandlung widmet.
Seit es das World Wide Web gibt, existiert auch eine neue Form des Versandbuchhandels, die Internetbuchhandlung. Entweder als Erweiterung eines schon bestehenden Geschäfts oder gar als rein virtuelle Buchhandlung kann sie dem Kunden zwar nicht das Erlebnis einer „echten“ Buchhandlung bieten; für einen zielgerichteten Kauf und eine umfassende Recherche bietet die Internetbuchhandlung oft sehr gute Möglichkeiten.
Die klassische Buchhandlung sieht sich durch das E-Book und dessen Online-Vertrieb bedroht. Eine Gegenbewegung besteht im Wiederaufleben genossenschaftlich getragener Buchläden, die als Mitarbeiterunternehmen organisiert sind oder im Gemeinschaftseigentum von Buchhändlern und Kundenstamm liegen.

## Berühmte Buchhandlungen
- Lillemors Frauenbuchladen
- Livraria Lello e Irmão

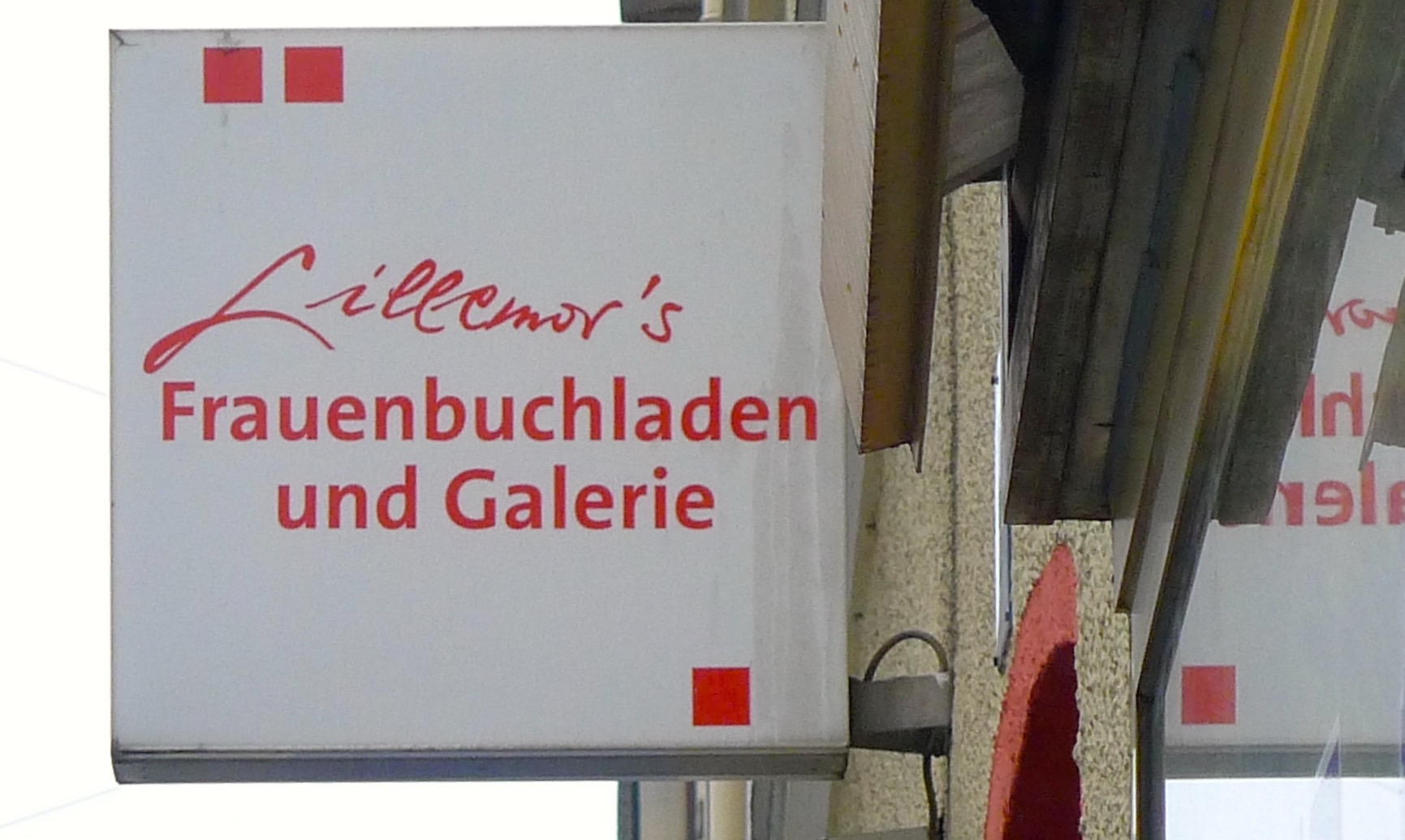
Schild über dem Frauenbuchladen Lillemor’s in München

- Stern-Verlag (Düsseldorf) (bis zu ihrer Schließung am 31. März 2016 größte Buchhandlung Deutschlands)
- Hoffmann’s Buchhandlung in Weimar mit dem Gründungsjahr 1710 eine der ältesten Buchhandlungen Deutschlands